# 玉川兄弟

玉川兄弟の銅像（東京都羽村市）

玉川兄弟（たまがわきょうだい）は、江戸時代の人物。兄は庄右衛門（しょうえもん、元和8年（1622年）? - 元禄8年6月6日（1695年7月16日））、弟は清右衛門（せいえもん、生年不明 - 元禄9年5月5日（1696年6月4日）?）。多摩川沿いの地域の農家であったとの説が有力である。1653年から54年にかけて玉川上水の開削の指揮をとったことで知られる｡

## 玉川上水工事

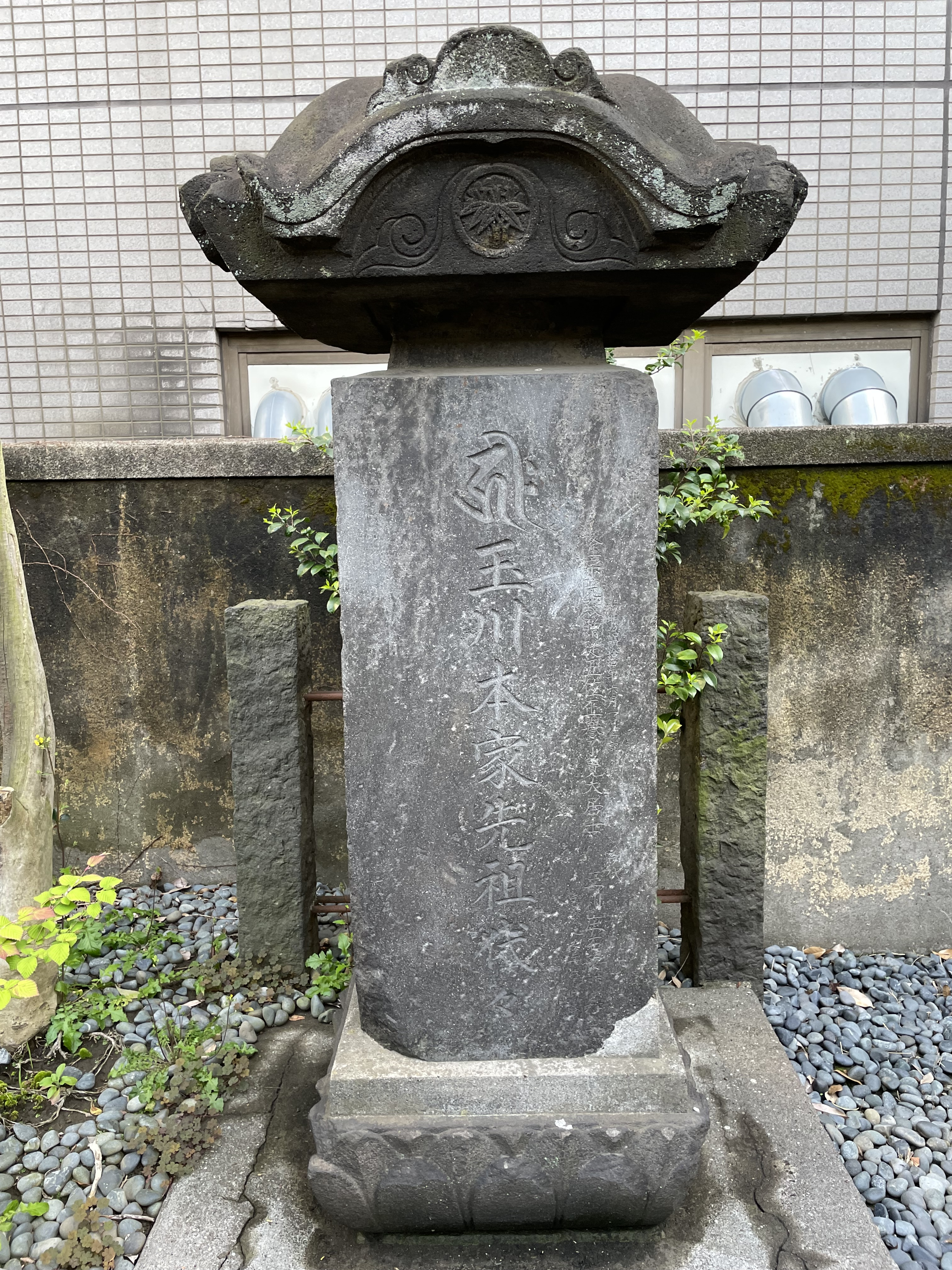
玉川庄右衛門の墓（聖徳寺）

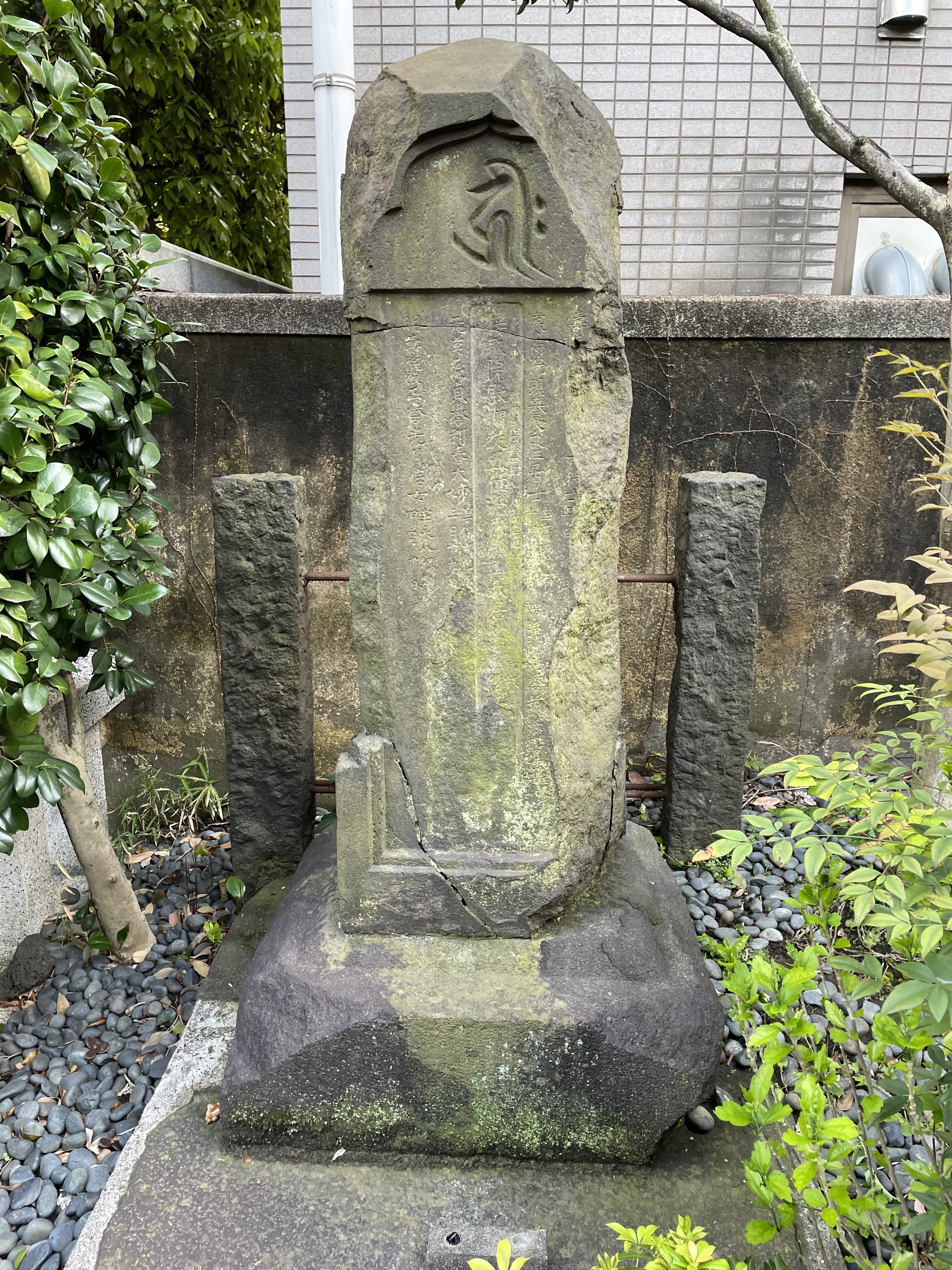
玉川清右衛門の墓（聖徳寺）

上水工事は２度失敗していて、1回目は日野を取水口としたとき、地面に水が吸い込まれてしまう「水喰土（みずくらいど（水を吸う=みずをくらう）：浸透性の高い関東ローム層）」、2回目は福生を取水口としたとき、工事の途中岩盤に当たってしまったことであり、水喰土の失敗跡は今でも残されている。
1653年（承応2年）から工事が行われ、1654年（承応3年）までに開通した。これにより兄弟は「玉川」の姓を名乗る事が許され、上水の管理も玉川家の世襲とされたが、1739年（元文4年）に職を剥奪される。兄弟の墓所は台東区の聖徳寺にある。

## その他
享和3年（1803年）に「玉川上水起元并野火留分水口之訳書」が、普請奉行・佐橋長門守佳如から老中・松平信明に提出された。玉川兄弟の話は、八王子千人同心であった小嶋文平の｢書状｣をもとに、佐橋長門守が幕閣に答申した報告書の形を取っている。

## 玉川兄弟を題材とした作品
- 『玉川上水を作った玉川兄弟』（吉田ゆたか作、小学館『小学四年生』1970年10月号付録）[3]
- 『玉川兄弟: 江戸上水ものがたり』（杉本苑子作、朝日新聞社、1974年）[4]
- 『玉川兄弟』（企画：東京都水道局、1990年）[5][6]